# باختر (بلخ)
باخْتْر (باختری: Βάχλο، آوانگاری: Bákhlo; سانسکریت: बाह्लिक, बाह्लिका, बाह्लीक, बाह्लीका، آوانگاری: Bāhlika, Bāhlikā, Bāhlīka, Bāhlīkā; پشتو: بلخ‎، آوانگاری: Balx; پارسی باستان: 𐎲𐎠𐎧𐎫𐎼𐎡𐏁، آوانگاری: Bāxtri; پارسی میانه: 𐭡𐭠𐭧𐭫‎، آوانگاری: Baxl; فارسی: باختر، بلخ‎، آوانگاری: Bāxtar, Balx; اوستایی: 𐬠𐬁𐬑𐬜𐬌‎، آوانگاری: Bāxδi; چینی: 大夏، ت. «Dàxià»; یونانی باستان: Βάκτρα, Βάκτριανή، آوانگاری: Báktra, Báktrianē; لاتین: Bactria, Bactriana; انگلیسی: Bactria; مادی: Ζaryāspa; اوستایی: Azar-i-Asp‎; یونانی باستان: Ζαρίασπα، آوانگاری: Zariaspa, عربی: طخارستان‎، آوانگاری: Ṭuḵāristān) که در برخی نوشته‌های نوتر با نام طخارستان هم شناخته شده، نام سرزمینی باستانی و پهناور است که بخش‌های گسترده‌ای از شمال خاوری ایران باستان را در بر می‌گرفت. باخْتْر از شمال با سرزمین سُغد و آمودریا و از شرق با چین و از جنوب با هند و رشته‌کوه هندوکش مرز مشترک داشت. پایتخت آن شهر باختر یا زاریاسپا بود که امروزه بلخ نامیده می‌شود و شهری است در استان بلخ در شمال افغانستان امروزی.
تخارستان باستان امروزه بخش‌هایی از هند، افغانستان، تاجیکستان، پاکستان و بخش‌های کوچکی از ازبکستان و ترکمنستان و چین امروزی را تشکیل می‌دهد.
در سال ۲۶۱ پیش از میلاد سرزمین باختر توسط دیودوت یکم از حکومت سلوکی اعلام استقلال می‌کند. وی نخستین شاه دولت یونانی بلخ بود.

## پیشینهٔ نام
نام بلخ در اوستا به شکل بخدی (Bāxδi) آمده که با صفت بخدیم سریرام اردو درفشام (بلخ زیبا و دارای پرچم‌های بلند)، جزء سرزمین‌های اهورامزدا آفریده است. در پارسی میانه به شکل بخل تلفظ می‌شده (و واژه پارسی دری «بلخ» نیز از همین واژه گرفته شده است) و بامیک صفت آن است؛ که به معنی درخشان و باشکوه است. بنابر عقیده پروفسور دارمستتر در زند اوستا ریشهٔ این کلمه بامیه است که به معنای درخشان است. در پارسی باستان آن را Bāxtriš تلفظ می‌کردند.
ریخت یونانی باختریش، باکترا یا باکتریانه است. همین واژه وارد لاتین شده و به صورت باکتریا یا باکتریانا درآمده است و به همین شکل در انگلیسی نیز تلفظ می‌شود. در زبان چینی بلخ را باهی‌هی و بنابرگفتهٔ هیوان تسنگ زائر چینی که در سال ۶۲۹ میلادی که به بلخ آمده بود پوهو نامیده شده است؛ همچنین در تاریخ هان آن را به صورت کشور تاهیا نوشته‌اند که البته بیشتر این نام به بدخشان گفته می‌شد. یونانیان بلخ را به صفت پیلوتیمی تیوس یا پولی تیمی تیوس می‌نامیدند که به معنای گرانبهاترین است؛ یعنی گوهر ایران. در نوشته‌های موسس خورناتسی مورخ ارمنی که در قرن پنج و شش میلادی می‌زیسته از بلخ با نام باهلی یاد شده است و در ادبیات سانسکریت به شکل بالهیکه آمده است. در نسخه ایلامی سنگ نبشته بیستون به شکل بکه‌شی‌اش یا بکتوری‌ایش ضبط شده و فرم آکادی آن نیز باهاتر است.
در کتاب وندیداد در فرگرد اول راجع به آفرینش سرزمین‌ها توسط اهورامزدا پس از آفرینش ائیریَنَم وَئجَه به سرزمین‌های سغد و مرو اشاره شده و بعد از آن در قسمت هفتم می‌گوید: «چهارمین کشور با نزهت که من اهورامزدا آفریدم بلخ زیبا با درفش‌های برافراشته است.»

## تاریخ

### عصر برنز
تمدن آمودریا که امروزه آن را مجموعهٔ باستان‌شناسی باختر-مرو می‌نامند، یک تمدن باستانی متعلق به سال‌های ۲۲۰۰ پیش از میلاد تا ۱۷۰۰ پیش از میلاد در بلخ عصر برنز بود. این تمدن در شمال آمودریا واقع شده بود و در سال ۱۹۷۶ توسط شوروی کشف شد.
کتزیاس، تاریخ‌نگار یونانی سده چهارم پیش از میلاد، داستانی را نقل می‌کند که در آن شاه آشور، نینوس، در یک نبرد شاه بلخ یعنی وخشه‌ارته را شکست داده است. کتزیاس تاریخ این جنگ را مربوط به سال ۲۱۴۰ پیش از میلاد، هزار سال قبل از جنگ تروی، می‌داند. با این حال از آنجایی که در اسناد آشوری به آن اشاره‌ای نشده، تاریخ دانان در درستی آن تردید دارند.
برخی از تاریخ‌دانان، بلخ باستان را نخستین سکونت‌گاه مردمان ایرانی می‌دانند و ممکن است این منطقه همان ایران‌ویج باشد. زرتشت، پیامبر ایران باستان، نیز احتمالاً در همین منطقه متولد شده است و نخستین پیروانش نیز از اهالی بلخ بوده‌اند. کی‌گشستاسپ حامی زرتشت نیز حاکم بلخ بود.

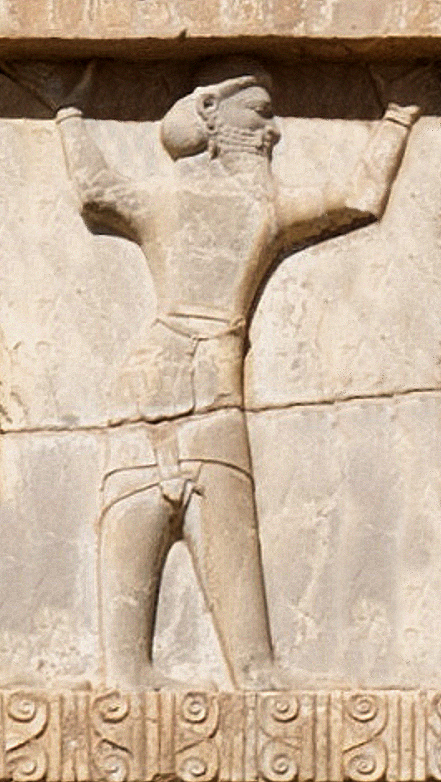
سرباز باختری، سنگ‌نگاره‌ای از آرامگاه خشایارشا

### دوران هخامنشی
به عقیده ارنست هستزفلد، پیش از ظهور هخامنشیان، بلخ بخشی از شاهنشاهی ماد بوده است. به هر صورت این منطقه در سده ششم پیش از میلاد مسیح توسط کوروش بزرگ فتح شده است. بلخ به همراه مرو دوازدهمین ساتراپی (شهربانی) هخامنشیان یا ساتراپی باختریش (ریخت پارسی باستان واژه باختر/بلخ) را تشکیل می‌داده است.
ویشتاسپ، پدر داریوش بزرگ، ساتراپ بلخ بود. در این دوران، پس از مرگ بردیای دروغین بلخ شورید و سر از اطاعت از ویشتاسپ پیچید. داریوش یک سردار ارمنی به دادارسی را برای سرکوبی شورش فرستاد و او در مرو شورشیان را با موفقیت شکست داد. گفته شده ماسیشته پسر داریوش نیز برای مدتی شهربان بلخ بوده است. از ویشتاسپ پسر خشایارشا نیز به عنوان شهربان بلخ نام برده شده است. پس از به قتل رسیدن خشایارشا، شخصی به نام آرتابان در بلخ شورش کرد و خود را شاه بزرگ نامید. با این حال ممکن است آرتابان و ویشتاسپ هردو یک نفر باشند.
پس از شکست داریوش سوم از اسکندر مقدونی، ساتراپ بلخ، یعنی بسوس، داریوش سوم را کشت و خودش را شاهنشاه ایران اعلام کرد. او یک مقاومت ملی را در برابر مقدونیان فرماندهی کرد، با این حال شکست خورد و توسط اسکندر، پس از یک شکنجه طولانی کشته شد.

### دوران اسکندر
پس از فتح سغد، اسکندر رو به سوی جنوب بازگرداند. با این حال فاتح مقدونی با مقاومت شدید مردم روبرو شد و در فتح بلخ ناکام ماند. پس از دو سال تلاش برای فتح منطقه، اسکندر پذیرفت وخشه‌ارته حاکم بلخ بماند و همچنین با روخشنه دختر او نیز ازدواج کرد.
پس از مرگ اسکندر، سرداران او تلاش برای فتح منطقه را از سر گرفتند. استاسانور، شهربان هریوا (هرات) نخستین سردار مقدونی‌ای بود که باموفقیت وارد بلخ شد. با این حال اندکی بعد امپراتوری اسکندر از هم پاشید و سردارانش آن را میان خود تقسیم کردند؛ بلخ سهم سلوکوس شد.

### سلوکیان
بزرگ‌ترین امپراتوری‌ای که توسط سرداران اسکندر بنیان‌گذاشته شد، امپراتوری سلوکی بود. سلوکیان برای مدت کوتاهی بلخ را در تصرف خود داشتند اما به زودی آن را از دست دادند.
اینکه چرا باختر - در مقایسه با دیگر مناطق جهان ایرانی - بیشتر مورد توجه یونانیان بود، به حافظه تاریخی آنان بازمی‌گردد. در دوران هخامنشی، داریوش بزرگ و خشایارشا بخشی از مردم شهرهای یونانی بارکا و برانکید را در جریان جنگ‌های ایران و یونان به این منطقه کوچانده بودند. همچنین هرودوت ذکر می‌کند که یک فرمانده ایرانی ایونی‌ها (یونانی‌های آسیای کوچک) را تهدید کرده که اگر بار دیگر شورش کنند، دخترانشان را به بلخ خواهد کوچاند.

### دولت یونانی بلخ

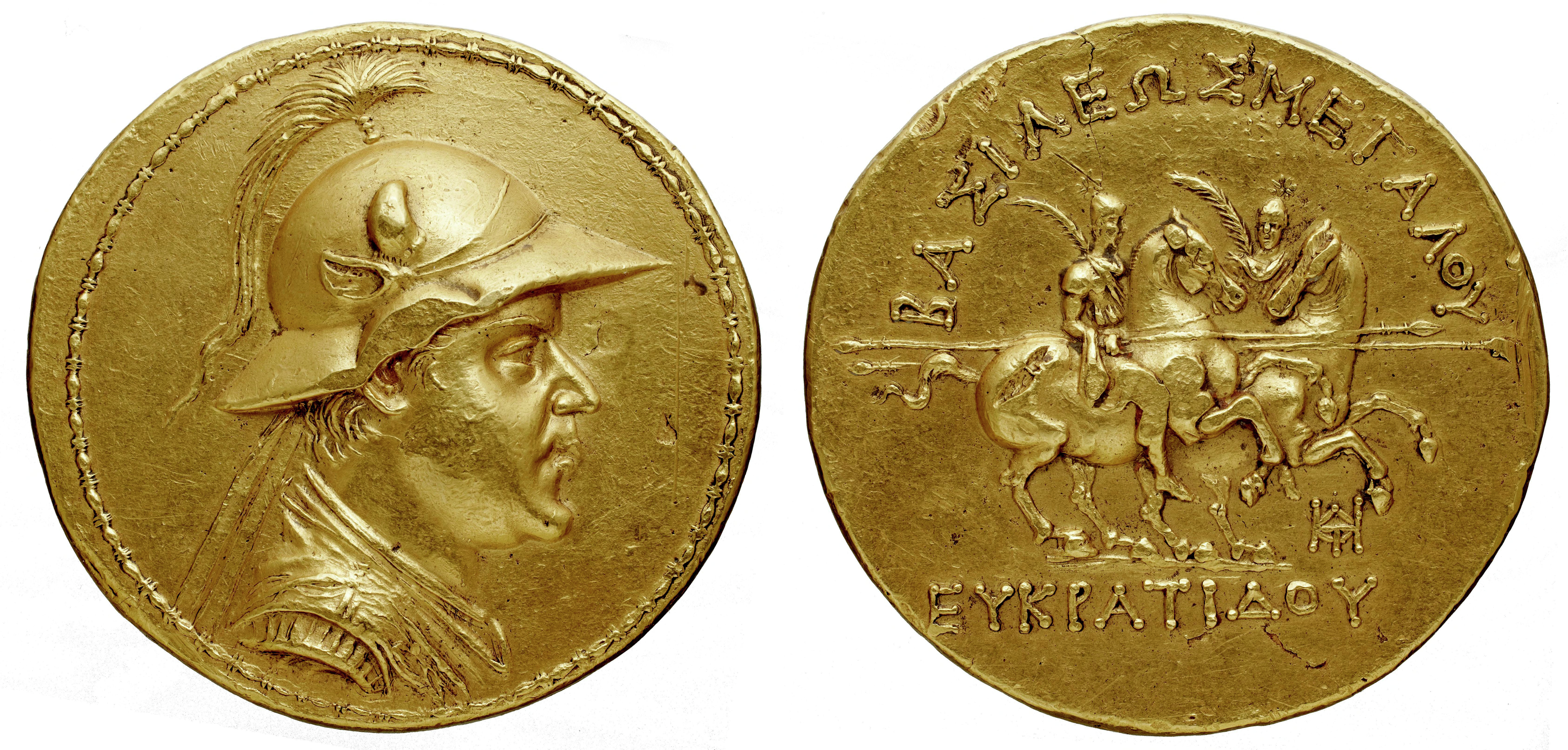
استاتر طلا با تصویر اوکراتید یکم (۱۷۱–۱۴۵ پیش از میلاد) یکی از پادشاهان دولت یونانی بلخ، این سکه با وزن ۱۶۹٫۲ گرم و قطر ۵۸ میلی‌متر، بزرگ‌ترین سکه طلای شناخته شده از دوران باستان است که در بخارا کشف شده است.

درگیری سلوکیان با بطلمیوس دوم، فرعون مصر، این فرصت را به دیودوت، شهربان بلخ داد تا اعلام استقلال کند. او در سال ۲۴۵ پیش از میلاد خود را شاه بلخ خواند و پس از آن حتی موفق به فتح سغد نیز شد. پادشاهی او در تاریخ‌نگاری امروزی به نام دولت یونانی بلخ معروف است. جانشینان دیوداتس با موفقیت از قلمروی خود در برابر حملات سلوکیان دفاع کردند و در نهایت توسط مهرداد یکم، شاهنشاه اشکانی از بلخ بیرون رانده شدند.

پادشاهی بلخ در اوج شکوه خود موفق به فتح مناطقی از شمال هند نیز شد. استرابو دربارهٔ آنان می‌گوید:

و در مورد بلخ؛ منطقه‌ای در شمال هریوا. در این منطقه همه چیز تولید می‌شود، به جز نفت. یونانیان که رهبر شورش بلخی‌ها شدند پس از مدتی به قدری قدرتمند گردیدند که نه تنها بلخ، که هند نیز تحت فرمان آنان درآمد. معروف است که می‌گویند مردم زیر فرمان شاه بلخ از مردمی که تحت فرمان اسکندر بودند نیز فراتر رفت.

از آنجایی که زبان اداری دولت بلخ یونانی بود، تعداد زیادی واژه هلنی نیز وارد زبان بلخی شد و تعدادی از آنان تا به امروز در زبان پشتو به یادگار مانده‌اند. همچنین تا سده‌ها پس از بیرون راندن یونانیان، از خط یونانی برای نوشتن زبان بلخی استفاده می‌شد. 

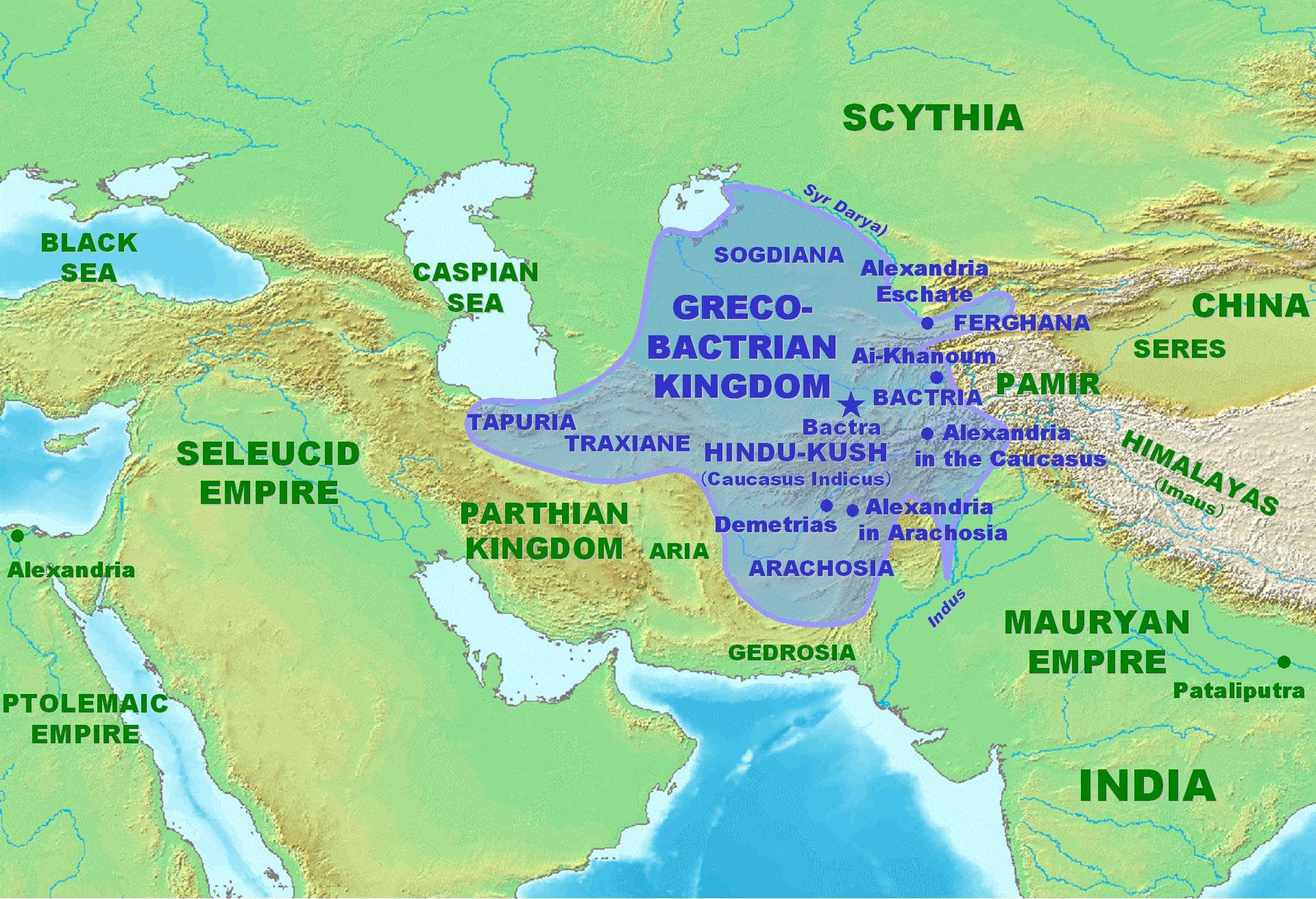
باختر در زمان سلطه یونانیان، در حدود سال ۱۸۰ پیش از میلاد، برای دیدن تصویر بزرگتر روی تصویر کلیک کنید.

### کوشان‌ها تا دوران اسلامی
در میانه‌های سدهٔ سوم پ.م. دولت مائوریای هند در گسترش دین بودایی در باختر سعی نمود. دولت یونانی باختر از این نفوذ دینی جلوگیری نکرد و می‌خواست خود را در ثروت هند شریک سازد. از این رو دین بودایی جای دین زرتشتی را گرفت.
کوشانیها با تشکیل دولتی مستقل، تمدنی جدید را در تاریخ باختر رقم زدند. کانیشکا مقتدرترین پادشاه کوشانی در ۱۲۰ میلادی، پایتختش را از باختر به بگرام و کاپیسا انتقال داد. این سلسله تا ۲۲۰ میلادی دوام نمود که گرایش خاص در سیطره هند داشتند. یکی از قویترین حکومات محلی کوشانی‌ها، دولت کابلستان بود که از کاپیسا در جنوب هندوکش تا سواحل سند تسلط داشت.
زبان پادشاهان کوشانی ختنی و تخاری بود که این دو زبان از هم تفاوت کلی داشتند. اما زبان خروشتی در باختر از تاریخ پنجم پیش از میلاد تا آغاز قرن ششم میلادی، به مدت ده قرن رایج بود. شاخهٔ زبان‌های ایرانی شرقی از آسیای میانه تا جنوب سند و در غرب از کرمان تا سیستان وسعت داشت. آثاری از آن دوره‌ها نیز در مناطق مذکور وجود دارد.

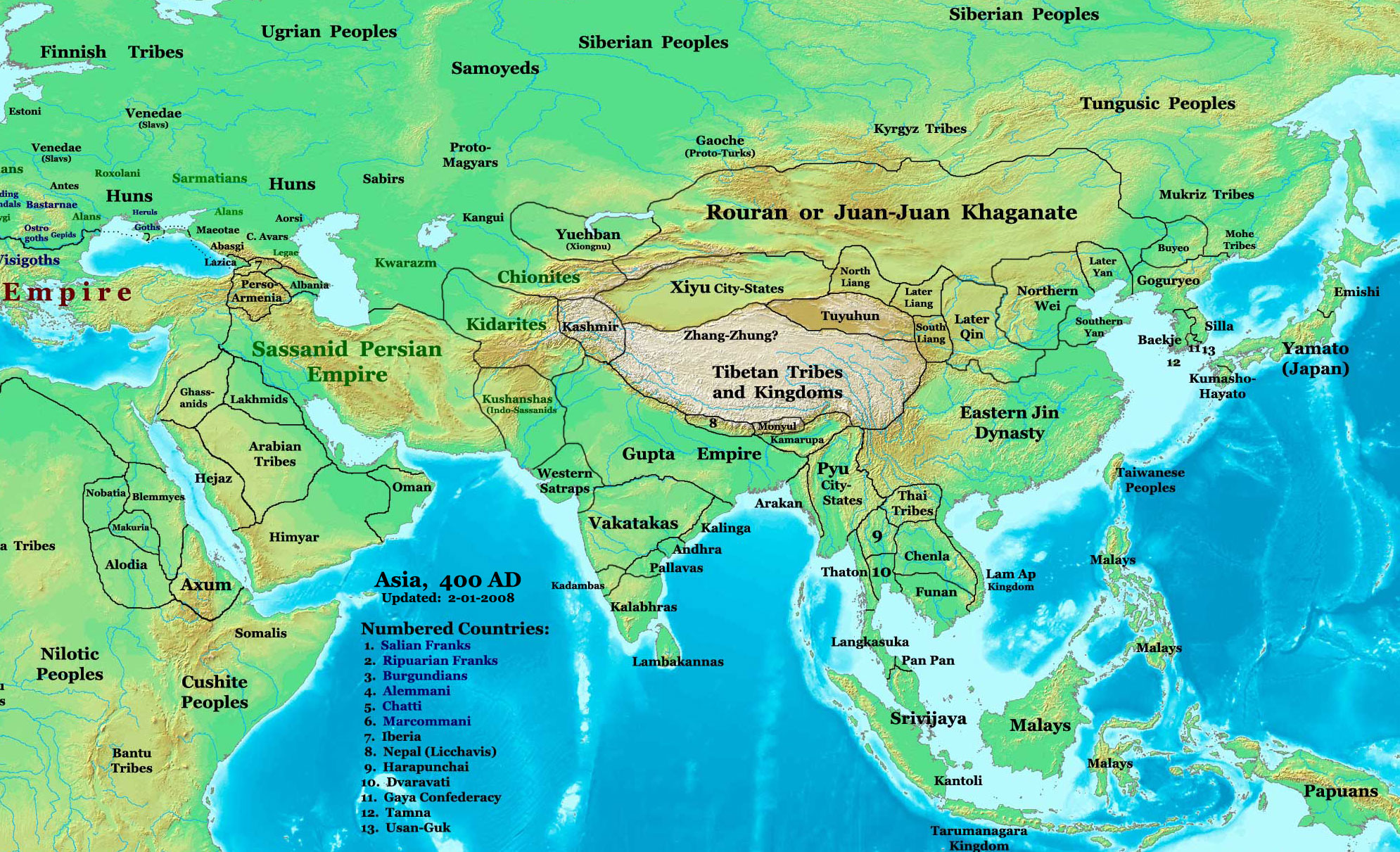
نقشهٔ سرزمین کیدارها، در حدود سال ۴۰۰ میلادی، برای دیدن تصویر بزرگ‌تر روی تصویر کلیک کنید.

از سال ۲۲۰ تا ۴۲۵ میلادی، باختر در تشنجات و حملات سه جانبه قرار داشت. ساسانیها شمال غرب باختر را در دست گرفتند، سلسلهٔ کیداری‌ها که مرکز آن کاپیسا بود، موجودیت خود را در جنوب حفظ نموده و با ساسانی‌ها در جنگ بودند. کیداری‌ها با دولت گپتاهای هندی دوستی و مراودت داشتند.

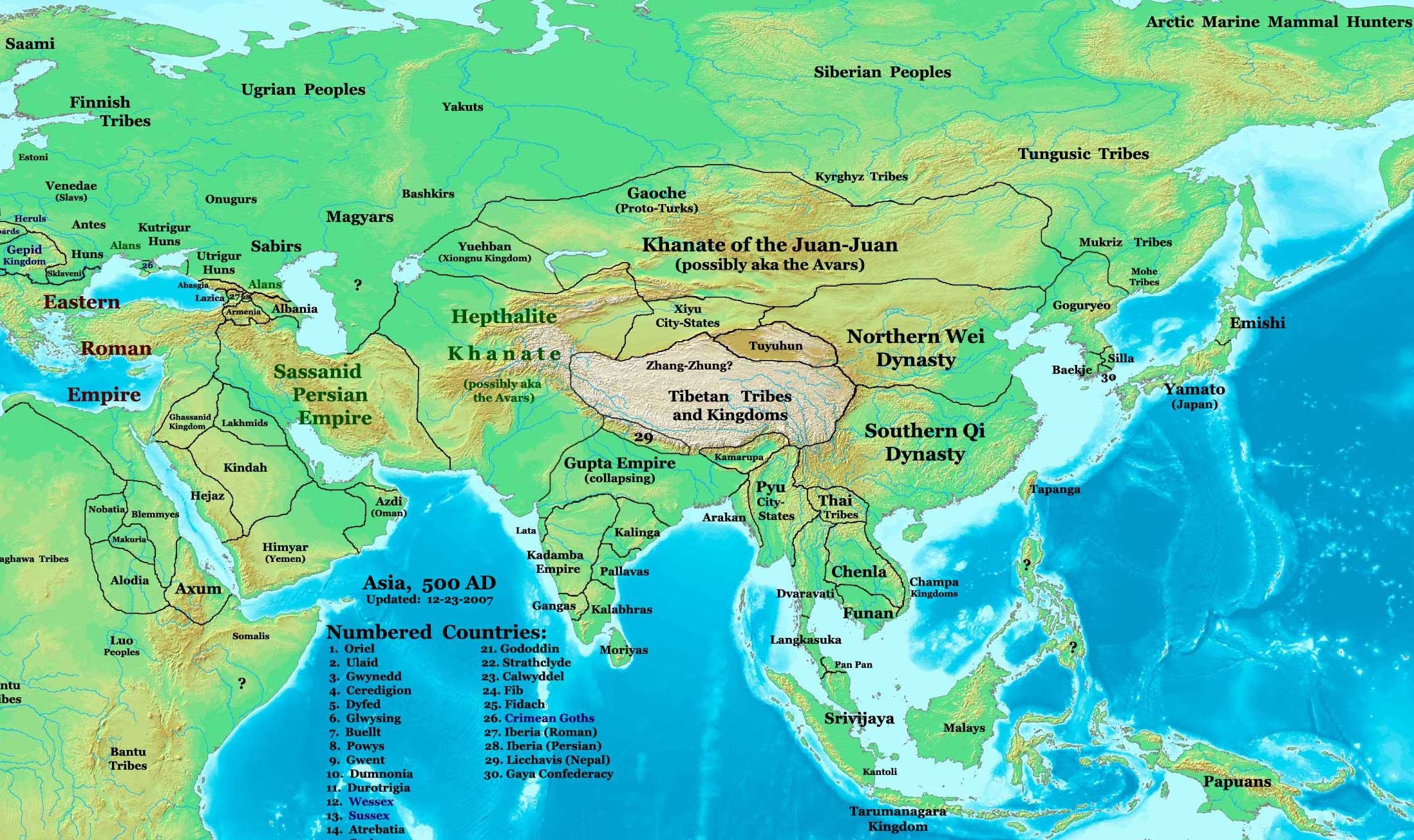
نقشهٔ هیاطله یا هپتالیان، در حدود سال ۵۰۰ میلادی، برای دیدن تصویر بزرگتر روی تصویر کلیک کنید.

در سال ۴۲۰ میلادی هفتالیان در شمال باختر دولتی را تأسیس کردند که مرکز این دولت تخارستان بود. این دولت با قدرتی که داشت، توانست بهرام گور را در مرو و یزدگرد ساسانی را در مرغاب شکست دهد. بعد از شکست ساسانیان، دولت کیداری هم در باختر سقوط داده شد و از بین رفت. پیروز یکم در جنگی که با هفتالیان کرد، با تمام سپاهیان همراه خویش، تلف شد و جسد او هرگز به دست نیامد. در سال ۴۸۴ میلادی هیاطله تا مرو و هرات را گرفتند. در سال ۵۶۷ میلادی هپتالیان به دست خسرو انوشیروان و متحد او ترکان از بین رفتند. در پیکارهایی که بعد از آن بین ایران و ترکان درگرفت، قسمت‌هایی از سرزمین هفتالیان به دست ایران و قسمت‌هایی از آن به دست ترکان افتاد.

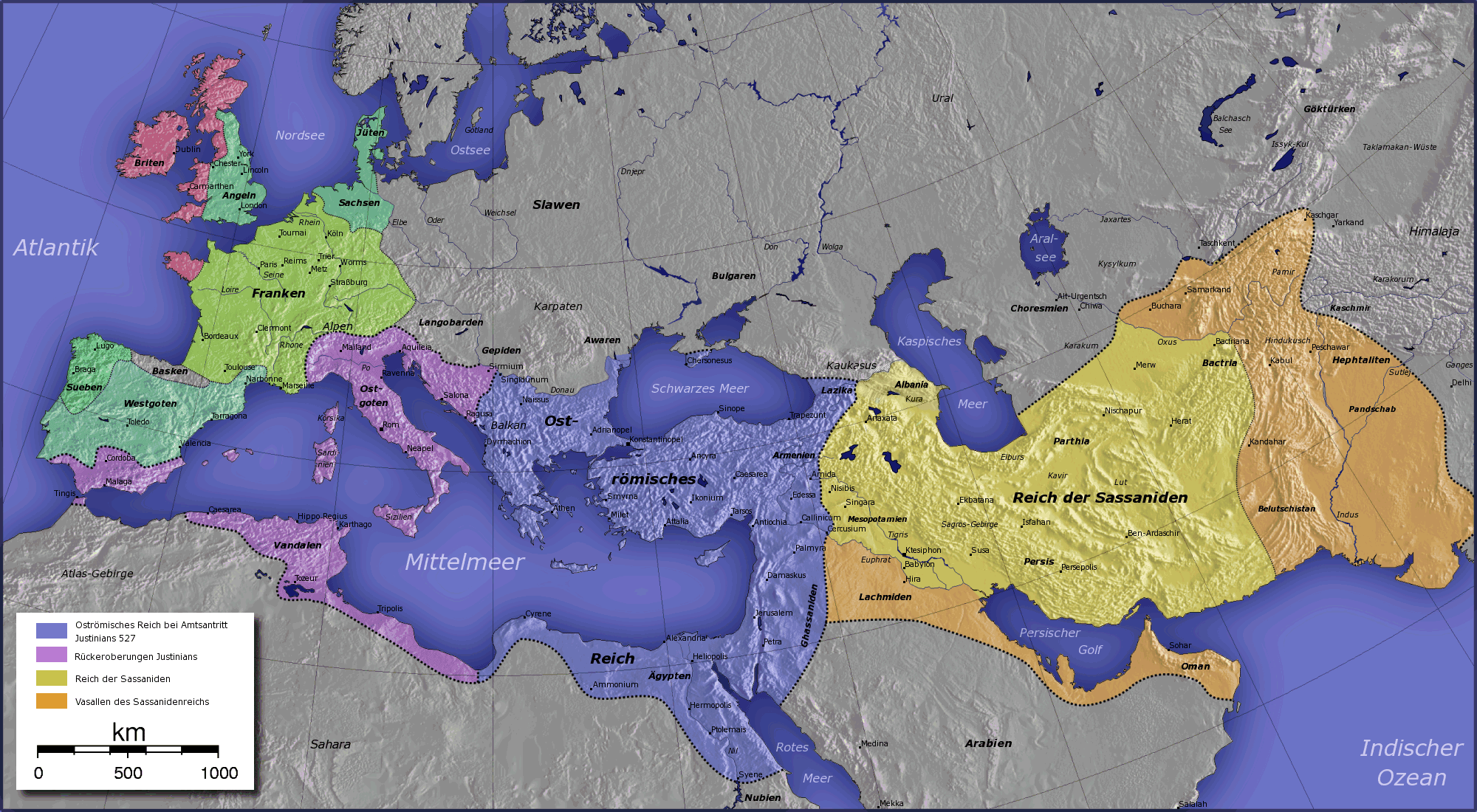
نقشهٔ قلمرو ساسانی در دوران پادشاهی خسرو انوشیروان و ملحق شدن تخارستان به ایران. رنگ نارنجی مناطق تازه ملحق شده را نشان می‌دهد.

نخستین یورش تازیان مسلمان به باختر در سال ۶۵۲ میلادی (۳۲ ه‍.ق) بسرکردگی احنف‌بن قیس بود. در سال ۴۳ ه‍.ق دوباره به تصرف مسلمانان درآمد ولی در زمان قتیبةبن مسلم (متوفی بسال ۹۶ ه‍.ق) بود که کاملاً مغلوب آنان شد. در دورهٔ اعراب، یعنی در قرون وسطی، باختر (بلخ) همراه با هرات، نیشابور و مرو یکی از چهار قسمت (چهار ربع) خراسان بود.

## تخارستان

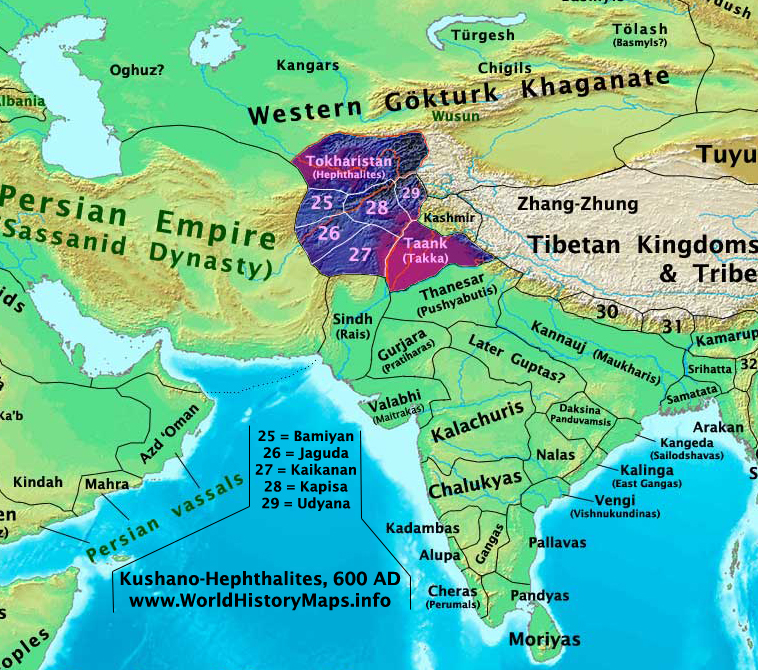
تخارستان، در حدود سال ۶۰۰ میلادی، برای دیدن تصویر بزرگتر روی تصویر کلیک کنید.

تُخارستان نام سرزمینی کهن و نام ولایتی در خراسان بزرگ در نخستین سده‌های اسلامی، واقع در امتداد کرانه‌های جنوبی جیحون (آمودریا) بود که از خاور به بدخشان، از شمال به کرانه‌های جنوبی رود جیحون و از جنوب به رشته‌کوه‌های هندوکش محدود بوده است و در برخی از دوره تاریخی در مفهوم وسیع‌تری همهٔ نواحی بلند وابسته به بلخ، واقع در دو کرانهٔ رود جیحون را در بر می‌گرفته است و به عبارتی دیگر در برگیرندهٔ استان‌های فاریاب، جوزجان، بلخ، سمنگان، قندوز، تخار و بدخشان در خراسان باستان افغانستان کنونی که از این نام تنها ۲۷۰سال می‌شودبوده است. این نام در نخستین سده‌های اسلامی بر بخشی از سرزمین باختر باستان در نواحی خاوری بلخ گفته می‌شده است.
نام این سرزمین برگرفته از نام مردمی است که تُخار خوانده می‌شدند. تخارها از اقوام آریایی بودند که در سدهٔ سوم پیش از میلاد در نواحی کوچا و تورفان در شمال شرقی سرزمینی که بعدها ترکستان شرقی یا ترکستان چین خوانده شد، به سر می‌بردند.
در منابع تاریخی و جغرافیایی دورهٔ اسلامی از دو تخارستانِ علیا و سفلا بدون مشخص کردن جایگاه هریک یاد شده است. بر پایهٔ فهرست شهرهایی که ابن خردادبه برای تخارستان علیا برشمرده است، تخارستان علیا نواحی شرقی بلخ و جنوبی جیحون را در بر می‌گرفته است و از نوشتهٔ یعقوبی، آنجا که از بامیان در شمار نواحی تخارستان «اولی» (اولین) یا «دنیا» (نزدیک‌ترین) یاد می‌کند، چنین پیداست که تخارستان سفلا در برگیرندهٔ نواحی جنوب غربی تخارستان علیا و جنوبی بلخ بوده است.
سرزمین تخارستان دارای دو بخش کوهستانی و دشت بوده است و در دشت‌های آن ترکان خَلُّخ (خُرلُخ) زندگی می‌کردند. مهم‌ترین شهرهای تخارستان شهرهای خُلْم، سمنگان، بغلان، سکلکند، وروالیز، آرهَن، راوَن، سکمیشت، روب، سرای عاصم، خَشت و اندراب بود و شهر تالقان (تایقان) که شهر بلخ وسعت داشت، بزرگ‌ترین شهر و مرکز تخارستان به‌شمار می‌رفت.
امروزه استانی (الولایتی) در شمال افغانستان به نام تَخار نام‌گذاری شده است که بخش‌هایی از سرزمین تخارستان تاریخی را در بر می‌گیرد. ولایت نوبنیاد تخار که مرکز آن شهر تالقان است، ۱۷ ناحیه (ولسوالی) دارد و شهرهای تالقان، چاه‌آب، یَنگی‌قلعه، اشکمش و فرخار مهم‌ترین شهرهای آن به‌شمار می‌آید.

## مذهب مردم تخارستان
مردم تخارستان در قرن‌های پنجم تا هفتم میلادی پیرو چند دین بودند. به استناد بر مآخذ تاریخی و مدارک باستان‌شناسی دقیق می‌توان گفت که اکثریت مردم تخارستان مثل دوره‌های قدیم زرتشتی بودند. موقعیت دین بودایی نیز خیلی مستحکم بود. در آسیای وسطی به دوران هفتالیان دین بودایی مورد تعقیب قرار نداشت و بعضی حاکمان هفتالی از دین بودایی پشتیبانی می‌کردند. در پایان قرن ششم و اوایل قرن هفتم میلادی بعضی حاکمان خاقانات غربی ترک به دین بودایی می‌پیوندند و هم در جنوب آسیای میانه هم در افغانستان و شمال هندوستان شروع به ساختن معبدهای بودایی می‌نمایند و از بوداییان پشتیبانی می‌کنند. در قرن هفتم در پایتخت تخارستان، شهر بلخ، صدها دیر بودایی، در ترمذ ده‌ها دیر، در شومان دو دیر، در قبادیان سه دیر و غیره موجود بودند. از اطلاعات به دست آمده بر می‌آید که در تخارستان دین بودایی خیلی انتشار داشته است. دین دیگری که در آسیای میانه در این زمان رسوخ کرده بود، آیین مانوی بود. باز یک دین دیگر، دین نصرانی بود. تخاریان معتقد به دین نصرانی بودند.